# Sint-Germanuskerk (Tienen)
De Sint-Germanuskerk is een kerk in de Belgische stad Tienen. De bestaande kerk dateert oorspronkelijk uit de 12e eeuw. Ze ligt langs de Veemarkt en de Wolmarkt.

## Geschiedenis
Men situeert de bouw van de kerk vaak nog in de 9e eeuw, steunend op een verondersteld vervalste akte van Karel de Kale van 872. De romaanse kerk werd in werkelijkheid in de eerste helft van de 12de eeuw gebouwd. 
Volgens sommige bronnen was zij een opvolger van een naburige kerk met dezelfde naam, die reeds vóór 872 werd gesticht vanuit de abdij van Saint-Germain-des-Prés in Parijs. Die kerk lag naar alle waarschijnlijkheid niet exact op dezelfde plaats als de huidige, maar wel zeer dichtbij.
De 12de-eeuwse romaanse kerk werd in 1189-1190 door de heilige Albertus van Leuven hervormd tot een van het bisdom Luik afhankelijke kapittelkerk.
Zij bestond uit 3 delen:
- drie beuken van vijf traveeën, van elkaar gescheiden door pijlers;
- een laag transept;
- een koor gevat tussen twee torens.

Uit de 12de eeuw dateert nog de doopvont.
Ingevolge een aanzienlijke schenking in 1221 van hertog Hendrik I van Brabant konden belangrijke werken gerealiseerd worden.
In het begin van de 13de eeuw werd het westerblok toegevoegd.
De kerk werd herhaalde malen verwoest en verbouwd. Gedeelten van het originele kerkgebouw werden bewaard tot in de 14e-15e eeuw.
De middenbeuk dateert van de 2-de helft van de 15e eeuw. De huidige centrale toren werd omstreeks 1555 gebouwd. Na tegenspoed in de 16e en de 17e eeuw, werden delen van de romaanse kerk gotisch herbouwd.
Op het einde van de 18e eeuw trof een nieuwe rampspoed het gebedshuis: de ontploffing van een Franse poederopslagplaats anno 1793 had in de stad namelijk een zeer grote schade tot gevolg.
Vrijwel alle glas-in-loodramen van voor 1793 gingen door de luchtverplaatsing van deze explosie verloren.
De Franse bezetter schafte in 1797 het kapittel af, maar liet de parochie voortbestaan.

## Huidige gebouw
De westbouw bestaat uit een grootse, rechthoekige onderbouw uit grijs kwartsiet van Overlaar en witte Gobertingse zandsteen voor de gebeeldhouwde elementen. In 1555 werd de westergevel verstevigd bij de oprichting van de centrale toren.
De stijl is een nabootsing van de vroegere toestand. Daarom spreken we van neoromaans. Anderzijds zien we aan de zuilen duidelijk de invloed van de Renaissance.
De hoofdbeuk doet streng aan en is opgebouwd met zandsteen. Hij werd gebouwd in de tweede helft van de 15e eeuw.
Het derde deel bestaat uit een hoog, sterk vooruitspringend transept. Dit gedeelte werd wederopgebouwd na de brand van 1536.

## Beiaard
In de kerktoren hangt de originele beiaard van de Antwerpse klokkengieter Willem Witlockx (1723). In zijn huidige versie is deze beiaard met zijn 54 klokken een van de grootste van het land. In juli en augustus kan men elke woensdagavond het klokkenspel komen beluisteren. Daarvoor werd in het Apostelenhof een luisterplaats ingericht.

## Interieur

### Glas-in-loodramen

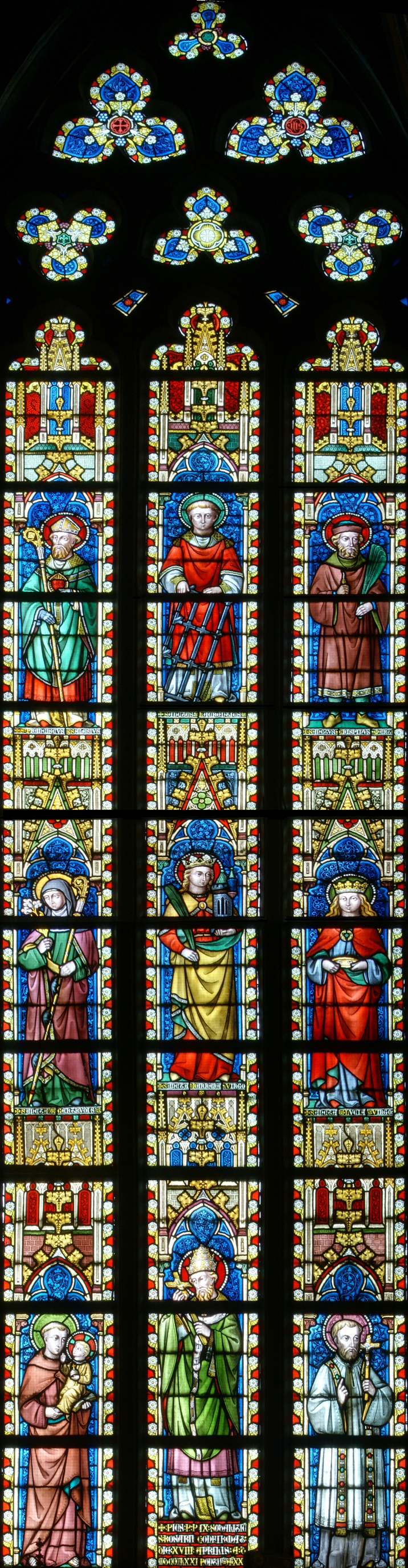
Glas-in-loodraam in het hoogkoor, ontworpen door Jean-Baptiste Bethune

De kerk bevat thans 28 glasramen. Zij dateren alle van de periode na 1866. Het merendeel ervan is neogotisch en vertoont een duidelijke continuïteit. Deze werden op het einde van de 19e eeuw en het begin van de 20e eeuw vervaardigd in de werkplaats te Gent, die onder leiding stond van achtereenvolgens Jean-Baptiste Bethune (°1821 †1894), Arthur Verhaegen (°1847 †1917) en Joseph Casier.
De vijf glasramen in het hoogkoor werden alle ontworpen door Jean-Baptiste Bethune. Drie ervan werden ook door hemzelf vervaardigd in 1873; de twee resterende werden in 1883 door Arthur Verhaegen gemaakt, nadat deze het Gentse atelier van Jean-Baptiste Bethune had overgenomen

### Grafmonumenten
In tegenstelling tot andere zeer oude kerken, zijn er in de Sint-Germanuskerk nog slechts weinig grafmonumenten. Verscheidene funeraria zijn in de loop der jaren verdwenen ingevolge verwoestingen, herstellingswerken of verbouwingen. Toch zijn er nog een tiental van deze monumenten op uiteenlopende plaatsen aanwezig.
De volgende gedenkstenen zijn prominent zichtbaar:
- epitaaf van de familie van Ranst (17e eeuw): deels uit marmer en deels gepolychromeerd. Dit epitaaf is ingemetseld tegen een pilaar in de rechterzijbeuk, achteraan in de kerk.
- epitaaf van pastoor Josephus Alphonsus Maria Meulendijks. Deze werd op 22 juli 1898 in de Sint-Germanuskerk benoemd, en oefende er zijn functie uit tot zijn overlijden op 25 mei 1911. Het monument bevindt zich in de kapel van de Heilige Barbara.
- gedenksteen ter nagedachtenis van de gesneuvelde parochianen uit de Eerste Wereldoorlog. Deze hangt ingemetseld tegen een muur in de kapel van het H. Kruis.

### Altaren
In de kerk staan thans 6 altaren. In de 2-de helft van de 17e eeuw waren er ten minste eenendertig.
Het huidige hoofdaltaar in het hoogkoor werd ontworpen omstreeks 1873 door J. B. Bethune.
De praktische verwezenlijking gebeurde tussen 1877 en 1883 door de zorgen van:
- Leopold Blanchaert voor het beeldhouwwerk;
- Leonard Blanchaert voor de schrijnwerkerij en het houtsnijwerk;
- Adrien Bressers voor de polychromie.

Het koorgestoelte is in 1884-1885 door Leonard Blanchaert uit eikenhout gemaakt, en bestaat uit vier gelijke delen.
De volgende nog bestaande altaren werden ontworpen door Pierre Langerock en gebeeldhouwd door B. Van Uytvanck (beiden uit Leuven):
- het Heilig Sacrament (anno 1902);
- het Heilig Kruis (anno 1904);
- de H. Barbara (anno 1909).

In de kapel van de H. Barbara treft men een beeld van de genoemde heilige aan, dat door B. Van Uytvanck omstreeks 1897 gebeeldhouwd werd. Deze kapel is afgesloten met een hek in smeedijzer. Dit hek werd ontworpen door Pierre Langerock en in 1892 vervaardigd door Adolphe Sillen (Blauwput, Leuven).
In de linkerkruisbeuk ziet men het portiekaltaar van Onze-lieve-Vrouw van de Rozenkrans. Het is vervaardigd uit gemarmerd hout en dateert uit de tweede helft van de 17e eeuw.
In de rechterkruisbeuk treft men het portiekaltaar van de Heilige Anna aan, dat uit dezelfde periode dateert.

### Preekstoel
Petrus Valckx uit Mechelen beeldhouwde omstreeks 1760 de monumentale eikenhouten preekstoel. Deze was oorspronkelijk bestemd voor de kerk van Sint-Petrus en Sint-Paulus te Mechelen. Het gedeelte dat de kuip ondersteunt, stelt een grot voor.
Daarvoor staan de twee hogergenoemde heiligen afgebeeld. Boven de kuip ziet men voorstellingen van engeltjes en putti.

### Biechtstoelen
In de loop der eeuwen werden vele oorspronkelijke meubelen vervangen. Dit is ook het geval met de biechtstoelen. Thans staan er in de kerk vijf, vervaardigd uit eikenhout. Daarvan zijn er vier van het gesloten type. Ze staan opgesteld in de rechter (3) en in de linker (1) zijbeuk.
De traveeën van deze biechtstoelen zijn afgewerkt met een rondboog waarop in het midden een leliekruis staat. Op de zijtraveeën ziet men een houten vaasfiguur.
De vijfde biechtstoel, die opgesteld staat naast de kapel van de H. Barbara, werd gemaakt door Henri Maes uit Vorselaar en geleverd in 1919. Hij is van het neogotische type.

### Zijkapellen
Rechts in de kerk, in de kapel van het Heilig Kruis, treft men een voorstelling aan van het Heilig Graf. Het is door de Tiense beeldhouwer Andreas Josephus Gilis in 1795-1796 gebeeldhouwd uit eiken- en populierenhout, in opdracht van het Tiense begijnhof.
Wanneer het precies in de Sint-Germanuskerk is terechtgekomen, kan niet met zekerheid achterhaald worden. Wel staat vast dat het vermeld werd in een inventaris van de kerkbezittingen, op datum van 13 januari 1848.
Boven het Heilig Graf hangt de beeltenis van "Christus van de Wittevrouwen". Deze Christusfiguur bevond zich voorheen in het kloostergebouw der Wittevrouwen, waarvan nog overblijselen zijn in de Aandorenstraat. Nadat dit klooster door de Franse bezetter omstreeks 1797 gesloten werd, belandde het beeld in 1802 in de Sint-Germanuskerk.
In de kapel van het Heilig Kruis staat eveneens een beeld van de H. Johannes de Doper, gemaakt uit lindenhout. Dit werd in de 2-de helft van de 18e eeuw gebeeldhouwd door I. Van Ussel te Antwerpen. In deze kapel ziet men ook nog het retabel van het H. Kruis, dat het lijden van Christus verbeeldt. Op het linker paneel ziet men de kruisweg door Christus; op het rechter paneel de kruisiging.
Dit retabel -gemaakt uit eikenhout- is in 1903 ontworpen door Pierre Langerock. Het werd van 1903 tot 1904 gebouwd door B. Van Uytvanck.
Links in de kerk ziet men de kapel van het H. Sacrament. Deze is ingericht als winterkapel; zij geeft eveneens toegang tot de sacristie.
Men ziet er het retabel van het H. Sacrament dat het werk is van dezelfde makers als het hogergenoemd retabel van het H. Kruis.
Het werd ontworpen in 1901, en vervaardigd van 1902 tot 1903. Op het centrale paneel ziet men een voorstelling op de kalvarieberg: de gekruisigde Christus, Johannes en Maria, Longinus met de speer, en een wenende geknielde vrouw.
Onder het retabel ziet men een beeld van de Piëta, ook wel "Gods Nood" genoemd. Het beeld is gemaakt van gepolychromeerd hout.
De oorsprong is onzeker.

### Orgel
Het orgel werd aanvankelijk in 1493 vervaardigd door Daneel Vander Distelen uit Leuven. Hij was de zoon van de Leuvense meester-orgelmaker met dezelfde naam. Dit orgel is het oudste tot heden bekende exemplaar in de Nederlanden. De orgelkast is samengesteld uit eikenhout. In de loop der jaren werd het orgel meermaals aangepast en hersteld. Tussen 1671 en 1673 werd het ingrijpend verbouwd tot een barok instrument door Jan Deeckens uit Haacht. In 1870 verbouwde Charles Anneessens (uit Geraardsbergen) het toestel nogmaals, ditmaal tot een romantisch instrument.
Dankzij een schenking aangeboden door de Tiense Suikerraffinaderij die haar 150-jarig bestaan vierde, kon de kerkfabriek anno 1986 het instrument laten restaureren.

## Galerij

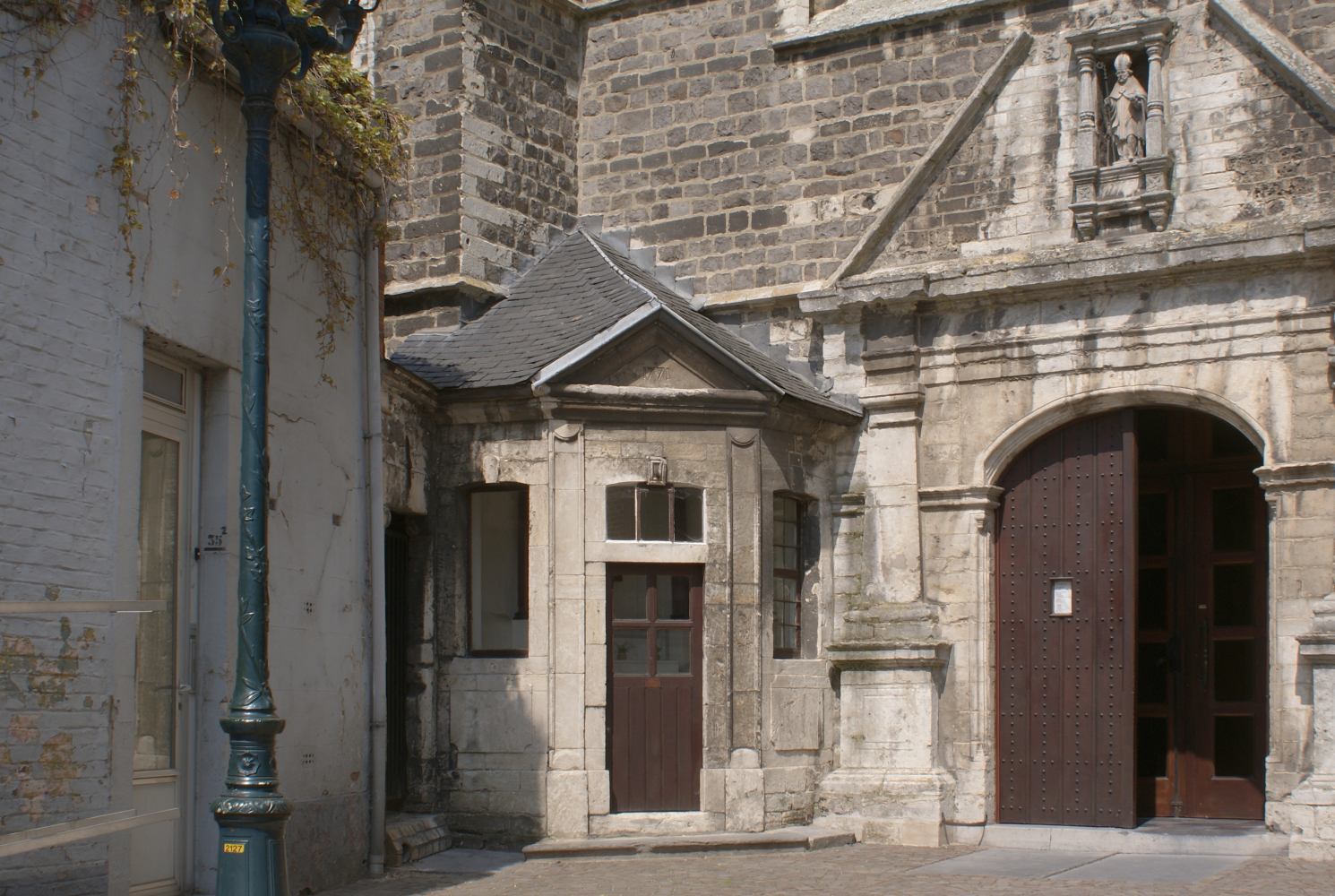
Devotiekapel kant Veemarkt
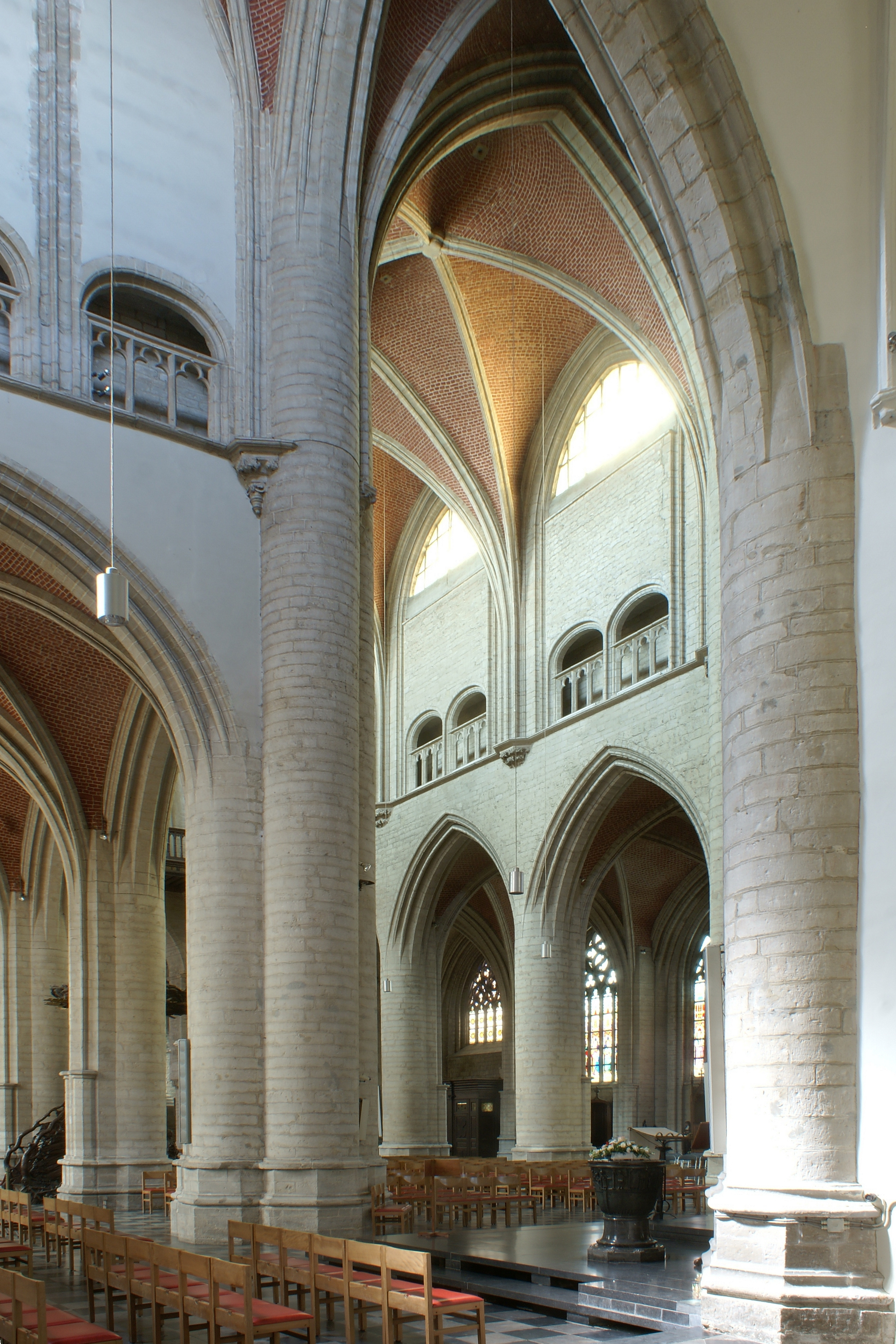
Viering
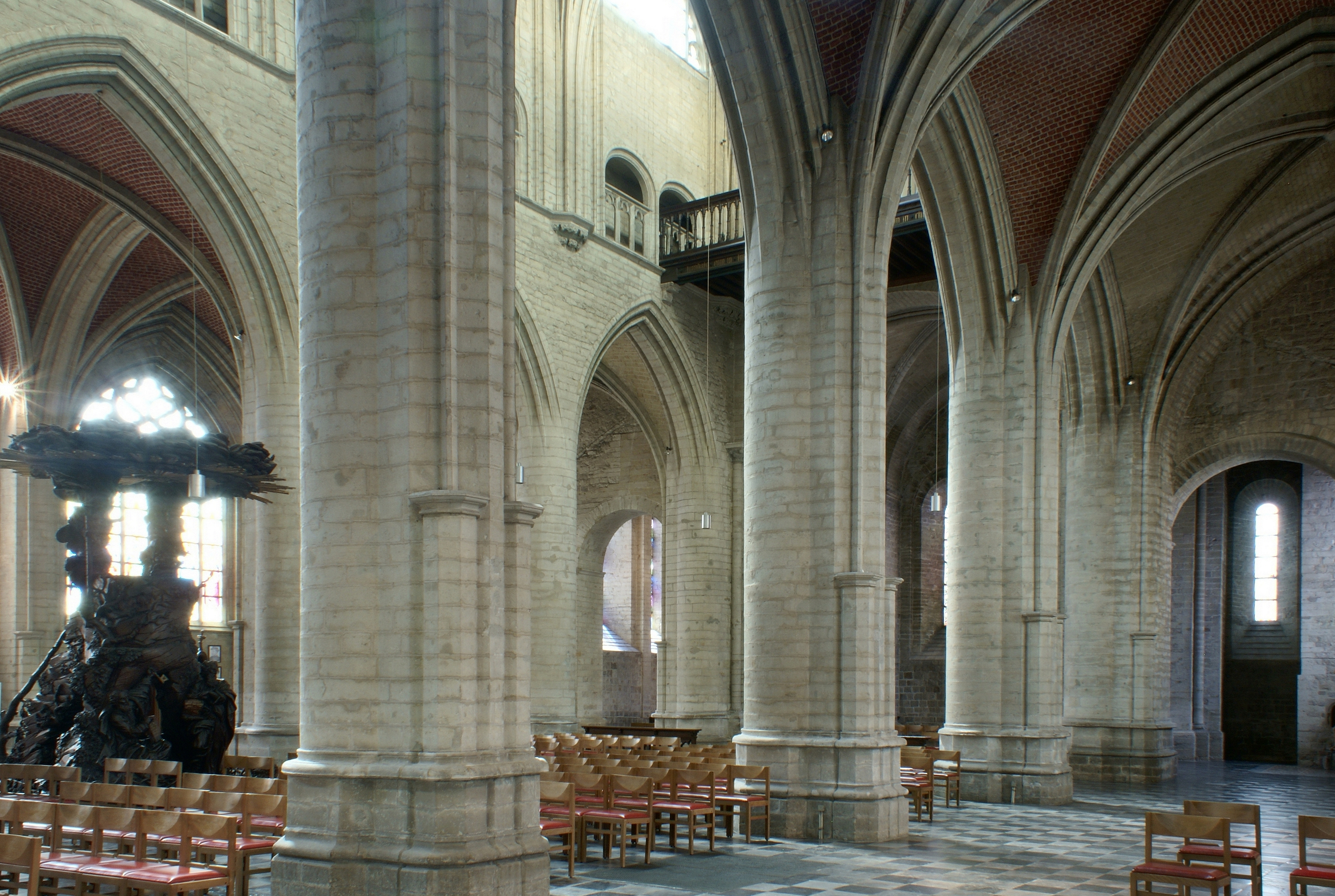
Linkerzijbeuk en middenbeuk
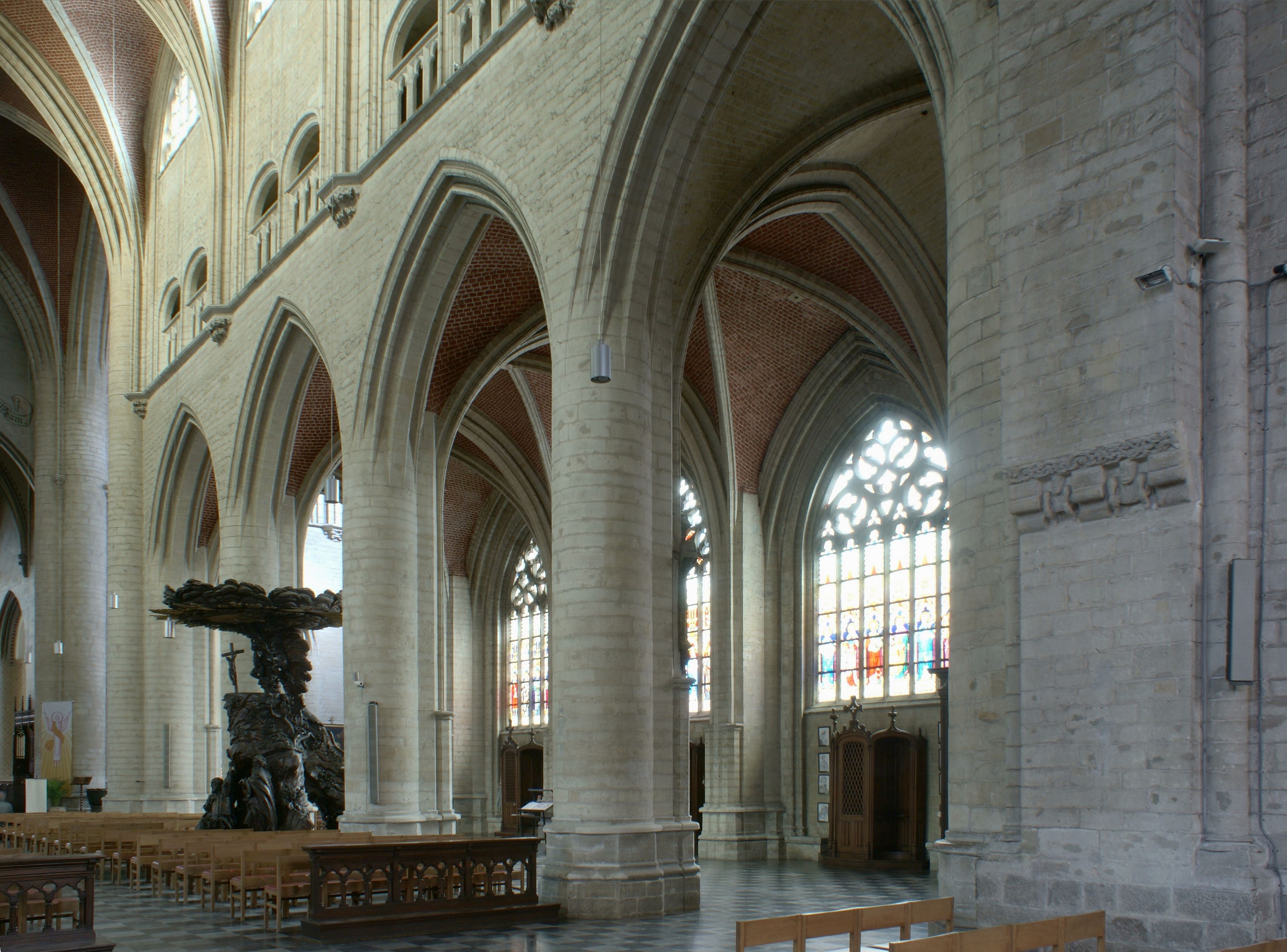
Middenbeuk en rechterzijbeuk
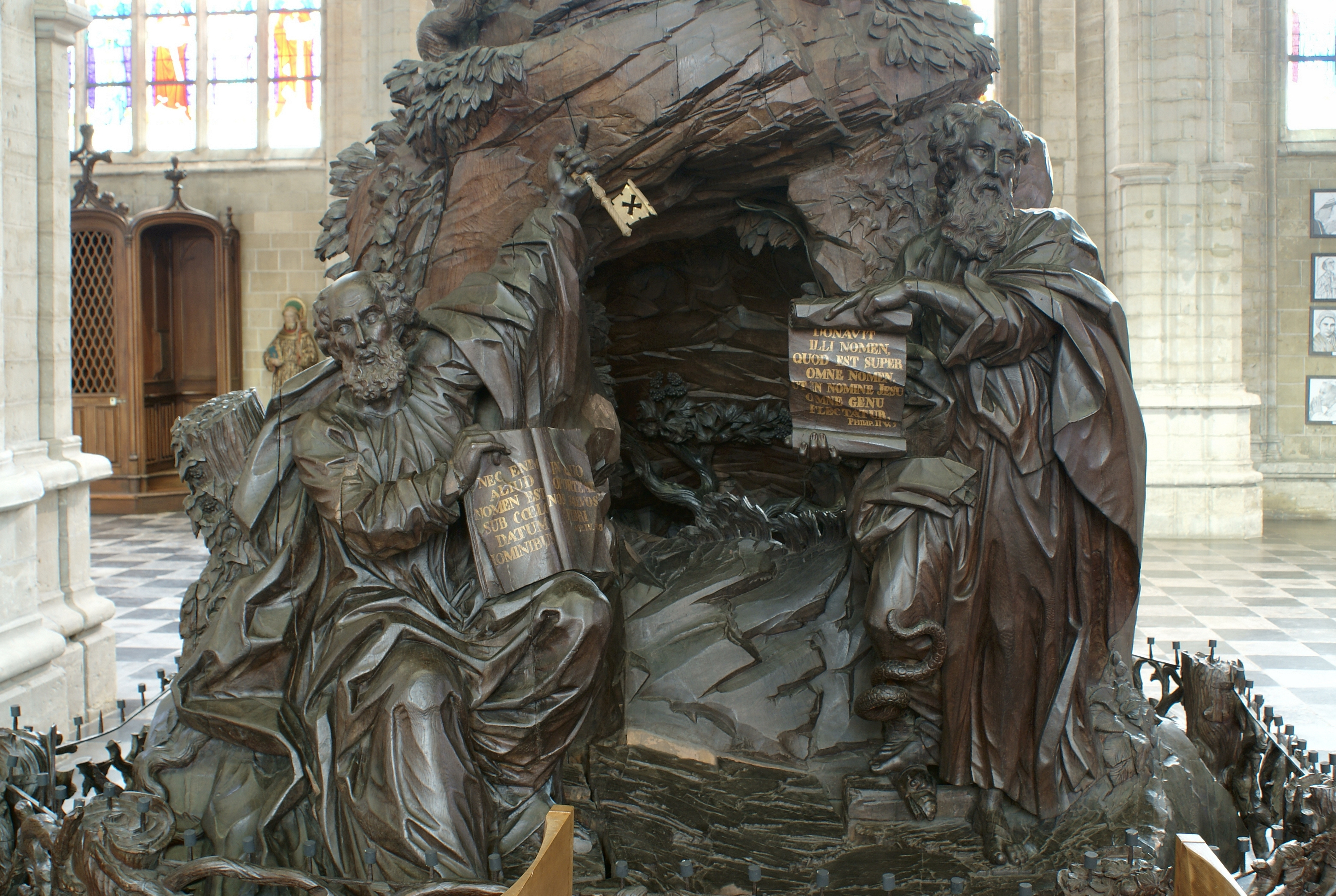
Preekstoel (Detail)
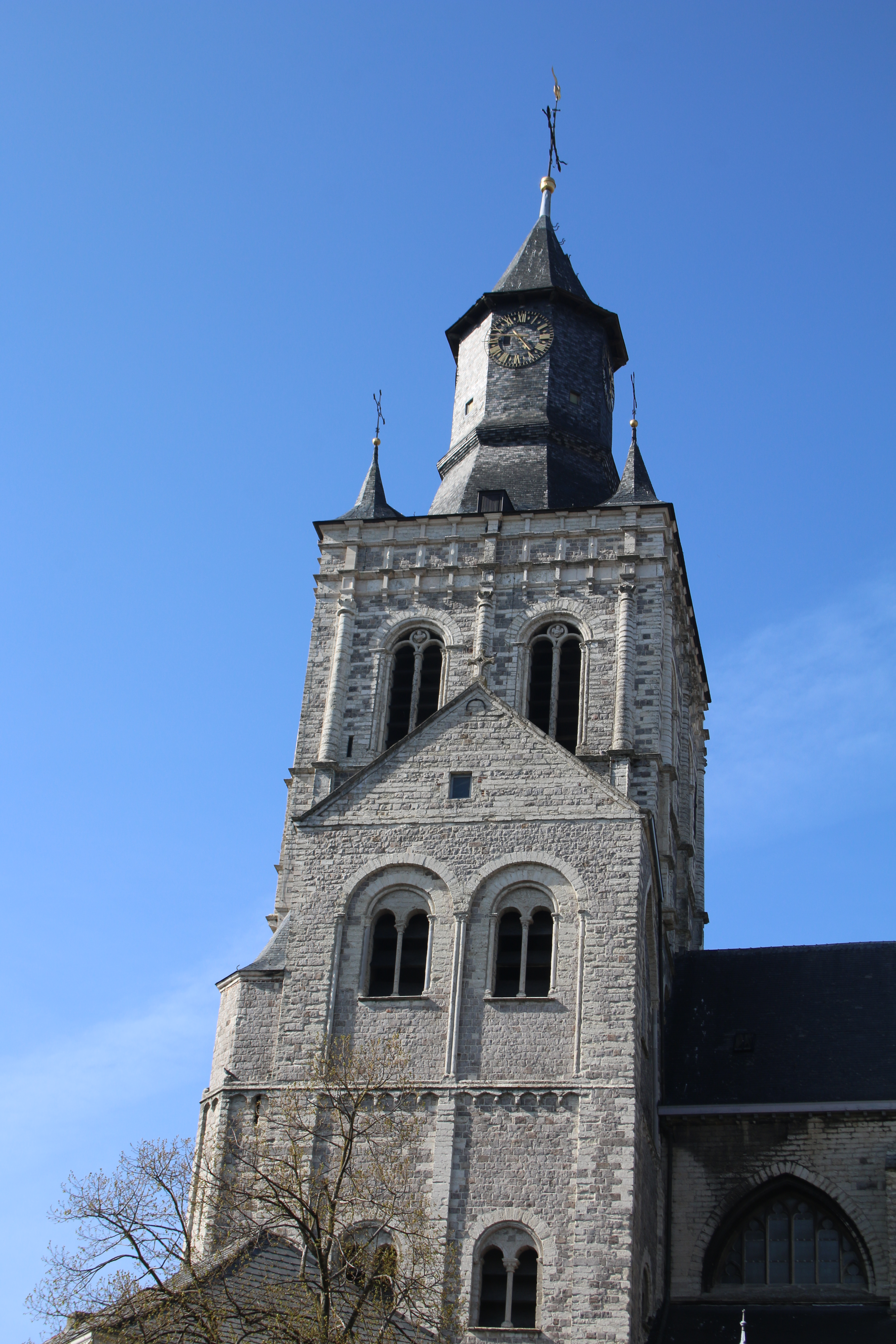
Toren (Unesco-werelderfgoed)